# Peñas (Poopó)
Peñas es una localidad de Bolivia, ubicada en el municipio de Pazña de la provincia de Poopó en el departamento de Oruro.

## Ubicación
Peñas está ubicado en el Municipio de Pazña en la provincia de Poopó . La localidad se encuentra a una altitud de 3.815 m s. n. m. en el curso medio del río Peñas, que luego desemboca en la parte sureste del lago Poopó.

## Geografía
Peñas se encuentra en el borde oriental del Altiplano boliviano frente a la Cordillera de Azanaques, que forma parte de la Cordillera Central. El clima de la región es un clima diurno típico, en el que las fluctuaciones de la temperatura media a lo largo del día son más pronunciadas que a lo largo de las estaciones.
La temperatura media anual de la región es de 8 a 9 °C (ver diagrama climático Challapata) y varía entre 4 °C en junio y julio y 11 °C en diciembre. La precipitación anual es de casi 350 mm, con una estación seca pronunciada de abril a octubre con una precipitación mensual inferior a 15 mm, y precipitaciones significativas solo de diciembre a marzo con 60 a 80 mm de precipitación mensual.

## Transporte
Peñas se encuentra a 129 kilómetros por carretera al sur de la ciudad de Oruro, capital del departamento del mismo nombre.
Desde Desaguadero en el lago Titicaca, la ruta troncal pavimentada Ruta 1 cruza las tierras altas de Bolivia en dirección norte-sur. Conduce vía El Alto y Oruro a Pazña y de allí más al sur vía Potosí y Tarija a Bermejo en la frontera entre Bolivia y Argentina .
A unos 19 kilómetros al sur de Pazña, un camino de tierra hacia el este se bifurca hacia Peñas.

## Demografía
La población de la ciudad ha disminuido en aproximadamente una quinta parte en la década entre los dos últimos censos publicados.
| Año  | Habitantes | Fuente |
| ---- | ---------- | ------ |
| 1992 | 207        | Censo  |
| 2001 | 162        | Censo  |
| 2012 | 1386       | Censo  |

Peñas y la región en general tiene una alta proporción de población quechua, y en el municipio de Pazña el 66,5 por ciento de la población habla el idioma quechua .

## Cañadón Peñas
Cañadón Peñas  (cañadón = campo en el valle que se inunda cuando llueve; peña = roca, montaña) es el nombre de un proyecto de desarrollo en el cantón de Peñas, que cuenta con el apoyo de la organización alemana Welthungerhilfe desde alrededor de 2005 como uno de quince "pueblos del milenio". En talleres conjuntos, los habitantes empobrecidos del valle de Peñas, junto con expertos de Welthungerhilfe, elaboraron un plan quinquenal, cuyas mejoras se implementarán en cuatro áreas: nutrición, economía, educación y derechos de las mujeres. tener algo que decir Estos objetivos se lograrán a través de mejoras en la ganadería, la construcción de pequeñas queserías y la construcción de escuelas con servicio de almuerzo. Con este proyecto, Welthungerhilfe no solo apoya a las 400 familias del Valle de Peñas, sino también a los 13.000 habitantes rurales de las localidades de Pazña y Antequera, cuyas escuelas participan en el proyecto.